# Derrick Morgan
Derrick Morgan är en reggaemusiker född 27 mars 1940 i Stewarton på Jamaica. Han var främst aktiv under 1960-talet och början av 1970-talet, men har senare uppträtt sporadiskt i mindre skala.
1960 hade han slagit igenom brett i sitt hemland med skalåtar som "In My Heart" och "Don't Call Me Daddy", och 1961 hade han en av sina största jamaicanska hitsinglar med låten "Housewives Choise", en duett med sångerskan Millicent "Patsy" Todd som producerades av Leslie Kong. Under mitten av 1960-talet rådde stor rivalitet mellan Derrick och Prince Buster, och de spelade var för sig in låtar där de verbalt attackerade varandra. 1969 lanserade han låten "Moon Hop" som 1970 nådde #49 på singellistan i Storbritannien. Gruppen Symarip baserade sin låt "Skinhead Moonstomp" på refrängen.
2008 uppträdde Morgan på Uppsala Reggae Festival.

## Diskografi
Studioalbum (urval)
- 1963 – Forward March
- 1969 – Seven Letters
- 1969 – Derrick Morgan in London
- 1970 – Moon Hop
- 1975 – Feel So Good (med Hortense Ellis)
- 1977 – People's Decision
- 1977 – Still in Love (med Hortense Ellis)
- 1979 – Sunset at Moonlight City (med I-Roy)
- 1980 – The Legend of Derrick Morgan
- 1985 – The Conquerer
- 1990 – Ride The Rhythm

Samlingsalbum (urval)
- 1969 – Best of Derrick Morgan
- 1992 – I Am the Ruler
- 1992 – Tougher Than Tough (Rudie in Court)
- 1995 – Ska Man Classics (1995)
- 2003 – Moon Hop: Best of the Early Years 1960–69 (2xCD)